# Encyclia bocourtii
Encyclia bocourtii là một loài thực vật có hoa trong họ Lan. Loài này được Múj.Benítez & Pupulin mô tả khoa học đầu tiên năm 2005.